# Svaz československého díla
Svaz československého díla (používaná zkratka SČSD) byla organizace, která se snažila sjednocovat veškerý umělecký průmysl, podporovat ho a propagovat. Fungoval v letech od roku 1920 do roku 1948, kdy byl sloučen do Ústředí lidové umělecké výroby.

## Historie
Předchůdcem Svazu československého díla byl Svaz českého díla, který založil v roce 1914 architekt Jan Kotěra a jehož činnost přerušila první světová válka. Po uklidnění poměrů po válce byl tento svaz obnoven v roce 1920 již jako Svaz československého díla, předsedou se stal Josef Gočár, jednatelem Pavel Janák. Po vzoru německého Werkbundu byl hlavním cílem Svazu rozvoj spolupráce mezi průmyslem, řemesly a umělci a podpora uměleckého průmyslu - „Svaz československého díla byl ustaven, aby rozptýlenou uměleckou tvořivou práci spojoval, aby uměleckoprůmyslovou práci u nás vůbec vzpružoval a sesiloval a napomáhal uměleckému průmyslu růsti v duchového a hospodářského činitele, jakým v souhrnu naší národní kultury býti má."

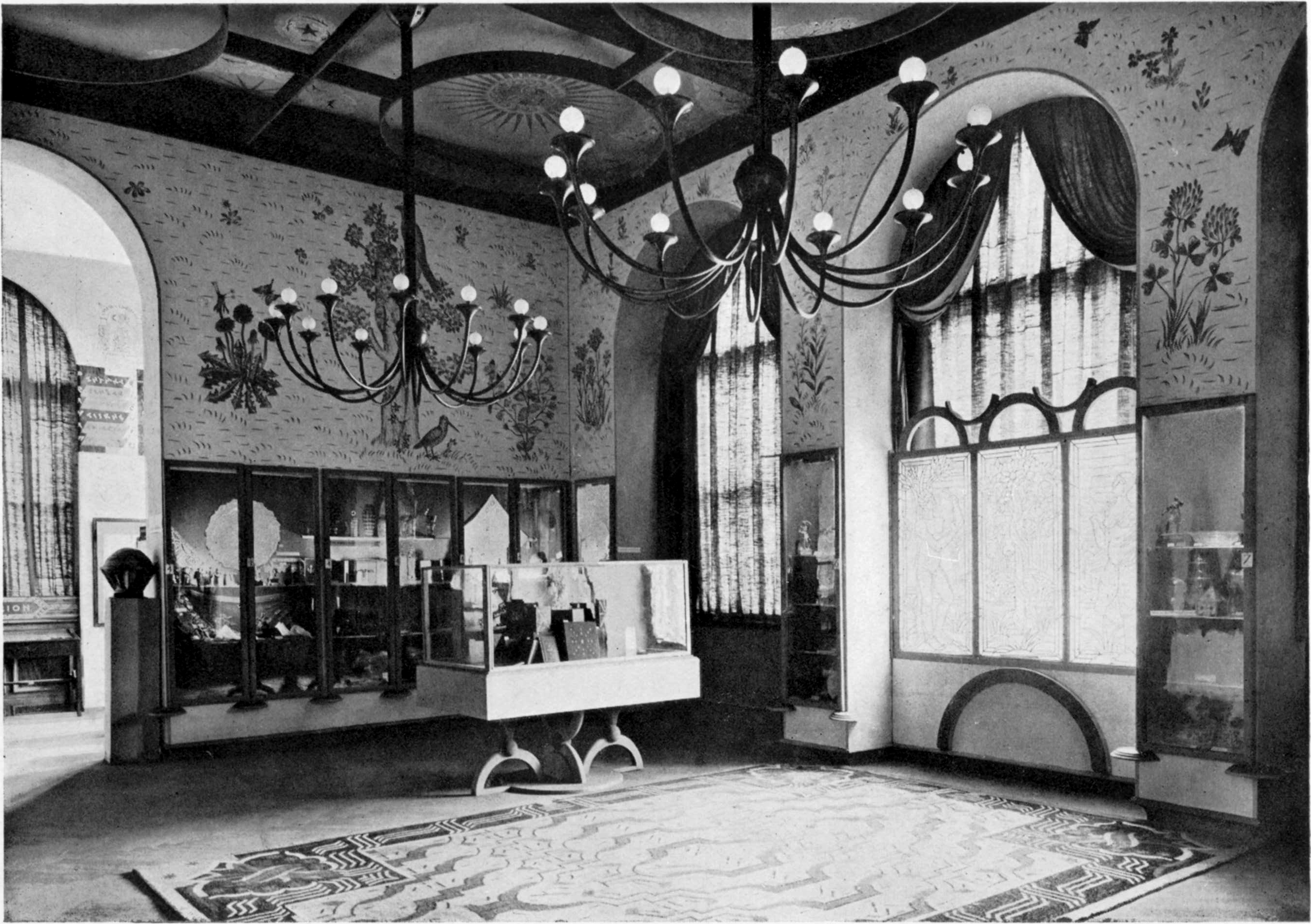
Interiér výstavního pavilonu Svazu československého díla od Otakara Novotného

Svaz se stal významným činitelem na poli uměleckého průmyslu v tehdejším Československu, od roku 1921 vydával vlastní časopis Výtvarná práce. Pořádal přednášky,
vydával katalogy a sborníky a vypisoval umělecké soutěže a stipendia a hlavně pořádal výstavy. První výstavu uspořádal Svaz od prosince 1921 do března 1922 v Uměleckoprůmyslovém muzeu v Praze, kde představil moderní československý umělecký průmysl. Byly vystavovány drobné
plastiky, keramika, sklo, hračky, nástěnná malba, výšivky, šperky, knižní vazby, koberce, gobelíny a nábytek. Instalaci výstavy provedl Otakar Novotný. Důležitou součástí výstavy bylo čtrnáct interiérů, které navrhli přední čeští architekti - Josef Gočár, Jan Kotěra, Pavel Janák, Vlastislav Hofman, Otakar Novotný, Ladislav Machoň.
Druhá výstava uměleckého průmyslu československého, se konala na přelomu let 1923 a 1924. Svaz se také podílel na přípravě zahraničních uměleckoprůmyslových výstav,
nejvýznamnější proběhla v roce 1925 v Paříži.
Svaz československého díla zanikl v roce 1948 sloučením s Ústředím lidové a umělecké výroby.

## Uspořádané výstavy[3]
- 1. Výstava U+P nábytku (kat. výstavy v UPM), Praha 1924.
- I. Výstava uměleckého průmyslu československého Praha 1921.
- II Výstava uměleckého průmyslu československého Praha 1923.
- III. Výstava uměleckého průmyslu československého Praha 1926.
- IV. Výstava uměleckého průmyslu československého Praha 1926.
- Výstava bydlení – stavba osady Baba Praha 1932.
- Výstava moderních bytových zařízení, Praha 1930.